# Hou Erliang
Hou Erliang (* 1937) (chinesisch 侯尔良, Pinyin Hóu Ěrliáng) ist der repräsentative Erbe der fünften Generation des He-Stils, eines Familienstils der chinesischen Kampfkunst Taijiquan.

## Leben
Er wuchs in der Stadt Zhaobao im Verwaltungsbezirk Wen der Provinz Henan auf und erlernte als Teenager unter Chai Yuzhu (chinesisch 柴玉柱, Pinyin Chái Yùzhù) und He Qing Tai (chinesisch 和庆台, Pinyin Hé Qìngtái) Taijiquan. Im Jahr 1962, als er in einer Kohlegrube in Tongchuam, Shaanxi, arbeitete, infizierte er sich mit Tuberkulose. 1963 wurde er von Zheng Wu Qing (郑悟清,  Zhèng Wùqīng, 1895–1984) als Schüler angenommen und unterrichtete im Anschluss daran Taiji.
Im Jahr 1995 veröffentlichte das Wudang-Magazin Hous He-Stil Taijiquan Zheng Wuqing Routine und Taiji Push Hand. 1998 folgten im gleichen Magazin die Veröffentlichung Zhaobao He-Stil Taijiquan mit 24 Positionen.
- Er war Vizepräsident und Direktor der Coaching-Abteilung von Zhaobao He-Stil Taijiquan, Chefberater der Xi’an Kung-Fu Training School, erster Ehrenvorsitzender der Tongchuan Taijiquan Assoziation, Berater der Tongchuan Wushu Assoziation und Berater der Yaozhou Taijiquan Assoziation.
- Im November 2006 veröffentlichte der Volks-Sportverlag sein Werk Das Wesen des He-Stil Taijiquan (ISBN 7-5009-2965-X, G.2864).
- Shanxi Sports Nachrichtenagentur, 搏击 ISSN 1004-5643, Kampfkunst Liga Magazin, Seite 52 veröffentlicht Hou Erliangs Artikel Analyse des Rundes und Eckiges Form Taijiquan He-Stils.
- 2017 erscheint Erliang auf der Liste der Wulin-Liga im Chenjiagou Taiji Center in der Stadt Zhaobao, die als einer der zeitgenössischen Meister des Taijiquan aufgeführt ist, die anderen drei sind: He Baosen, He Baoguo, He Youlu.

### Sein Taiji Kampf Fähigkeit
Hou Erliang hat nacheinander bei Chai Yuzhu (柴玉柱), He Qingtai (和庆台) und Zheng Wuqing (郑悟清) studiert und unterrichtet seit mehr als 60 Jahren. Er ist sowohl bekannt als Meistern für Perfekte in Taiji Form und Freikampf als auch gut bei He-Stil Taiji Schwert, Taiji Stock, Taiji Fäche, Taiji Speer und so weiter.

### Sein Taiji Sicht
Er erbt die Boxkünste vieler berühmter Taijiquan-Meister und hat Buch Das Wesen des He-Stil Taijiquan geschrieben.

### Seine Hauptnachfolger
- Tongchuan, Provinz Shaanxi: Li Shuangxi, Wang Baosheng, Wang Xuejun
- Peking: Ma Yuntao, Wang Meihua, Li Chunying
- Wuhan, Provinz Hubei: Li Hansheng, Lin Li (lebt seit 2000 in Deutschland), Liu Gang (lebt seit 1999 in den USA), Lin Zhihua, Liu Weicheng, Zhu Shiwei
- Yili, Provinz Xinjiang: Pan Wanyou,
- Xi’an, Provinz Shaanxi: Chen Haiwen, Wang Guosi
- Zhengzhou, Provinz Henan: Cao Bin, Cui Deqiang
- Verwaltungsbezirk Wen, Provinz Henan: Wang Heping
- Verwaltungsbezirk Bo’ai, Provinz Henan: Hu Bao, Feng Wei
- Shanghai: Zhu Wenlong
- Verwaltungsbezirk Yao, Provinz Shaanxi: Ma Yonglin
- Verwaltungsbezirk Wuyi, Provinz Henan: Zhang Hongsheng